# Западно-сирийский обряд
За́падно-сири́йский обря́д (антиохийский обряд) — литургическая практика, принятая в некоторых Древневосточных православных церквях. Зародившись в древнем Антиохийском патриархате, практикуется в Сирийской яковитской церкви, Маронитской церкви и Сирийской католической церкви. Из литургических облачений характерен капюшон. Божественная литургия совершается на большом квасном хлебе овальной формы. В литургии западно-сирийского обряда тип анафоры — PSAEJ, где P-префация, S-Sanctus, A-анамнесис, E—эпиклеза, J—интерцессия. Литургия совершается на западном (эдесском) диалекте сирийского (сириякского) языка (который имеет собственный специфический алфавит).

## Последовательность
- Проскомидия: мытьё рук, возжигание свечей на алтаре, приготовление святых даров
- Кирие элейсон
- Слава в вышних Богу (на сирийском)
- Апостол
- Евангелие
- Символ Веры
- Анафора
- Евхаристия
- Благодарение
- Отпуст